# 伊斯諾斯
伊斯諾斯是哥倫比亞的城鎮，位於該國西南部，由乌伊拉省負責管轄，距離首府內瓦228公里，面積697平方公里，海拔高度2,075米，2005年人口23,756，人口密度每平方公里34人。
1°56′N 76°14′W / 1.933°N 76.233°W